# Wierzbna (Basse-Silésie)
Pour les articles homonymes, voir Wierzbna.
Wierzbna (en allemand : Würben) est une localité polonaise de la gmina de Żarów, située dans le powiat de Świdnica en voïvodie de Basse-Silésie.

## Géographie
Le village se situe dans la vallée de la Bystrzyca au sein de la région historique de Basse-Silésie, à huit kilomètres au nord de Świdnica.

## Historique
Un comte de Werbno dans le duché de Silésie est documenté pour la première fois dans un acte de 1214, lorsque la région fut peuplée au cours de la colonisation germanique. À partir de 1290, le domaine faisait partie du duché de Świdnica. Après la mort du duc Bolko II en 1368, le fief accompli passa à la couronne de Bohême ; sa veuve Agnès de Habsbourg garde l'usufruit jusqu'en 1392.

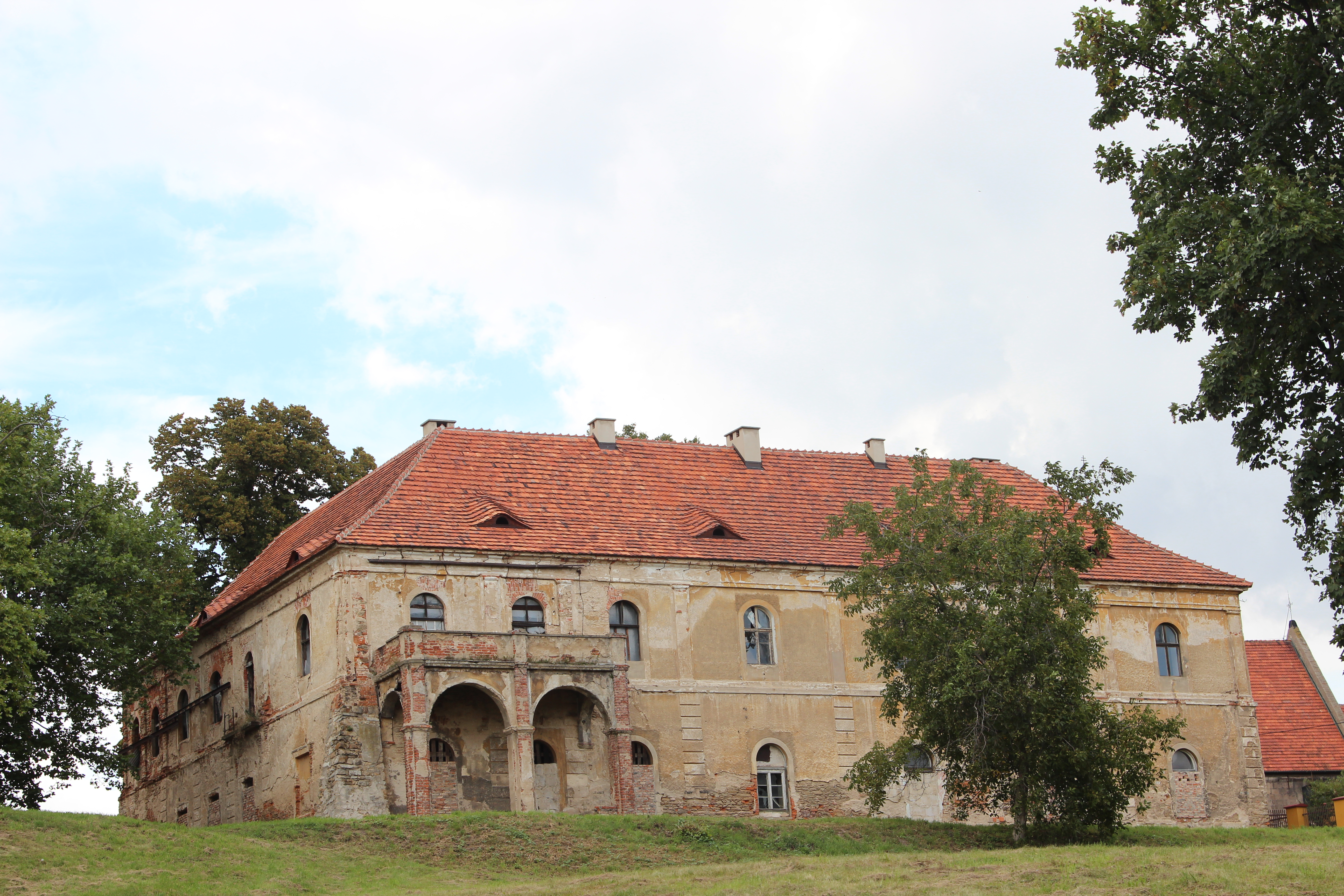
Château de Wierzbna.

De 1586 jusqu'à la sécularisation en 1810, le domaine appartenait à l'abbaye de Krzeszów (Grüssau), il fut le siège d'un prieuré dès 1680. L'église fut reconstruite en 1730 ; elle abrite un retable de Michael Willmann.
Au cours de la première guerre de Silésie, en 1742, la région est annexée par le royaume de Prusse. L'ancien prieuré passe entre les mains de la noble famille von der Goltz ; à partir de 1859, il a appartenu aux descendants du prince Auguste de Prusse. Incorporée dans l'arrondissement de Schweidnitz au sein de la province de Silésie, elle fut conquise par l'Armée rouge à la fin de la Seconde Guerre mondiale en 1945 puis rattachée à la république de Pologne. La population germanophone restante était expulsée.

## Personnalités
- Henri de Wierzbno (mort en 1319), évêque de Wrocław.